# بخش سامبالپور
بخش سامبالپور (به انگلیسی: Sambalpur district) یک بخش در هند است که در اودیسا واقع شده‌است. بخش سامبالپور ۶٬۷۰۲ کیلومتر مربع مساحت و ۹۳۵٬۶۱۳ نفر جمعیت دارد.